# Brevet der dræbte
Brevet der dræbte (en: The Secret of Chimneys) er en spændingsroman fra 1925 af Agatha Christie. 
Den foregår i efterretningskredse og er af den type, hun betegnede som "lette at skrive". Ingen af Christies sædvanlige detektiver, Hercule Poirot og Jane Marple, deltager i opklaringen.

## Plot
Lord Caterhams datter, lady Eileen Brent, blandt venner kaldt "Bundle", bliver involveret i en sag, der har rødder til en revolution i det fiktive land Herzoslovakia. Flere personer med tilknytning til dette Balkan – drama befinder sig på Caterhams gods, Chimneys, og et drab begås, inden de mange intriger opklares af Politiinspektør Battle fra Scotland Yard. Battle, Bundle og hendes far optræder ligeledes i De syv urskiver.

## Fortællestil
I sine tidlige spændingsromaner benyttede Christie sin "lette, eventyragtige" fortællestil til at tillade personer, der ellers er sympatisk fremstillet, at fremsætte racistiske eller antisemitiske bemærkninger, og i denne roman er der flere eksempler. De er dog fjernet i de fleste oversættelser, bl.a. de amerikanske.

## Udgaver på dansk
- Carit Andersen (De trestjernede kriminalromaner, bind 18); 1963
- Carit Andersen (De trestjernede kriminalromaner, bind 18); 1967
- Carit Andersen (De trestjernede kriminalromaner, bind 18); 1970